# Lonelyhearts (Grimm)
«Lonelyhearts» (conocido en América Latina como Corazones Solitarios) es el cuarto episodio de la primera temporada de la serie de televisión estadounidense Grimm. Escrito por Alan Difiore en conjunto con David E. Fesman y dirigido por Michael Waxman. El episodio se estrenó originalmente el 18 de noviembre del año 2011 por la cadena de televisión NBC. En América Latina el episodio se estrenó el 12 de diciembre de 2011 por Universal Channel. En este episodio Nick y Hank se encuentran investigando a un sospechoso de violaciones en masa y muchas desapariciones. El cual resulta ser una criatura sobrenatural que tanto Nick como Grimm está dispuesto a detener.

## Argumento
En puente ya de noche, una mujer corre frenéticamente huyendo aparentemente de alguien que quiere lastimarla. Mientras cruza un puente la mujer sufre de terribles alucinaciones hasta que es golpeada por un auto. El conductor entra en pánico, pero con la ayuda de un extraño se calma y corre a llamar a una ambulancia. La mujer reacciona familiarizada con el rostro del extraño, pero antes de que pueda gritar la figura le tapa la boca y comienza asfixiarla lentamente hasta que la mata.
Al día siguiente los detectives llegan a la escena del crimen para investigar la muerte de Faith Collins una mujer que según el único testigo falleció poco después de ser arrollada accidentalmente. En la autopsia se confirma que Faith murió realmente por asfixia aunque no hay indicios de ningún forzegeo en su cuerpo y muestra pupilas dilatadas como si hubiera estado drogada antes de morir.
Mientras en tanto a Oregón ha llegado una especie de Parca de los Grimm quien espera con ansias vengar la muerte de su compañero. Pero solo establece contacto con el Capitán Renard quien se presenta ante la bestia como un ser superior y por alguna razón en particular le prohíbe matar al Grimm, acto seguido le corta la oreja izquierda y le ordena irse y no regresar nunca. 
Luego de descartar al esposo de Faith como el posible responsable, los detectives deciden investigar el último lugar donde estuvo Faith el cual es el hotel "La casa Bromple" dirigido por Billy Capra un simpático y encantador hombre que parece ser una especie de bestia frente a Nick. El Grimm investiga un poco sobre lo que vio en los datos de la tía Marie y con Monroe; descubriendo que Billy es un Ziegevolk una especie de hombre cabra que puede atraer a varias mujeres por feromonas que desprende de su piel. Nick convence a Monroe de ayudarlo a vigilar a Billy que sale decidido a conquistar una nueva presa mientras Hank investiga el hotel Bromple para encontrar evidencia que pruebe el asesinato de Faith. No obstante las cosas no salen como Nick lo esperaba cuando Monroe comienza a caer en el encanto del Ziegevolk y Hank cae víctima de alucinaciones por una especie de extraño gas justo en el momento que encuentra a las mujeres capturadas por Billy en el hotel.  
Nick se ve obligado a decidir a ayudar a Hank mientras Billy escapa junto con la mujer que ha encantado. Afortunadamente el auto de Billy puede ser rastreado por los detectives y comienzan una persecución por atrapar a la bestia. Antes de poder escapar Billy es atropellado por un auto que lo deja malherido mas no lo mata. Creyendo que el caso está cerrado Nick y Hank se marchan, sin notar que Billy ha encantado a la paramedica que lo atiende.

## Elenco
- David Giuntoli como Nick Burkhardt.
- Russell Hornsby como Hank Griffin.
- Bitsie Tulloch como Juliette Silverton.
- Silas Weir Mitchell como Eddie Monroe.
- Sasha Roiz como el capitán Renard.
- Reggie Lee como el sargento Wu.

## Producción
El argumento del cuento está basado en Barba Azul, un relato de los hermanos Grimm. 
El título y la trama del episodio recuerdan un poco al episodio Lonely Hearts de la serie de televisión estadounidense Ángel, (de los mismos creadores).

### Continuidad
- Un parca de los Grimm llega a Oregón para matar al responsable de asesinar a su compañero Hunda (Pilot)